# Вранкс, Астер
А́стер Ян Вранкс (нидерл. Aster Jan Vranckx; родился 4 октября 2002, Кортенберг) — бельгийский футболист, полузащитник клуба «Вольфсбург» и сборной Бельгии.

## Клубная карьера
Начал футбольную карьеру в молодёжных командах бельгийских клубов «Хугарден», «Тинен», «Волюве-Завентем» и «Мехелен». 3 декабря 2018 года подписал с «Мехеленом» свой первый профессиональный контракт. В основном составе бельгийского клуба дебютировал 20 июля 2019 года в матче Суперкубка Бельгии против «Генка». 9 августа 2019 года дебютировал в высшем дивизионе чемпионата Бельгии в матче против «Андерлехта». 20 сентября 2019 года впервые вышел в стартовом составе «Мехелена» в матче чемпионата против «Кортрейка».
Летом 2021 года перешёл в немецкий клуб «Вольфсбург».

## Карьера в сборной
В 2017 году выступал за сборные Бельгии до 15, до 16 лет и до 19 лет.